# Rohnert Park
Rohnert Park è una città nella Sonoma County, California, Stati Uniti, che si trova circa 50 km a nord di San Francisco. 
La popolazione stimata nel 2006 era di 41.083 abitanti. È una città disegnata sul modello di Levittown (New York) e Levittown (Pennsylvania). Rohnert Park è gemellata con Hashimoto in Giappone.

## Infrastrutture e trasporti
La città di Rohnert Park è servita da un'omonima stazione ferroviaria, inaugurata il 29 giugno 2017, che è servita dai treni del servizio ferroviario suburbano Sonoma-Marin Area Rail Transit.